# Teresa Ciabatti

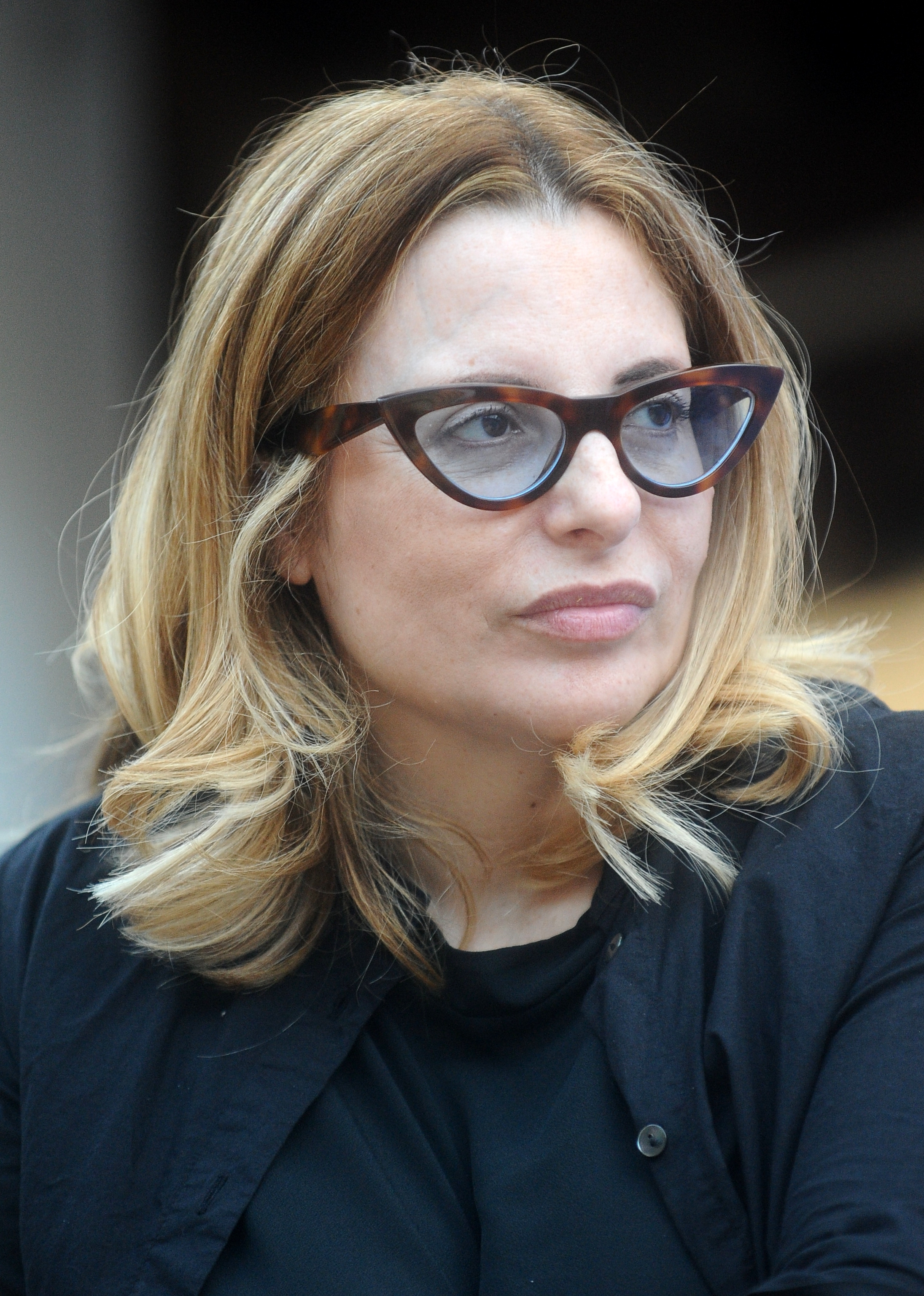
Teresa Ciabatti a Trento nel 2020

Teresa Ciabatti (Orbetello, 5 maggio 1975) è una scrittrice e sceneggiatrice italiana.

## Biografia
Dopo la laurea in Lettere moderne alla Sapienza di Roma, Ciabatti ha frequentato la scuola di scrittura Holden di Alessandro Baricco a Torino, anche se l'esperienza dura solo due mesi. È sposata e ha una figlia di nome Agata. Ha pubblicato il suo primo romanzo nel 2002, Adelmo, torna da me per Giulio Einaudi Editore, dal quale è stato tratto il film L'estate del mio primo bacio, di Carlo Virzì (2005).
Nel 2008 è uscito il suo secondo romanzo, I giorni felici (Mondadori). La sua produzione letteraria consta di collaborazioni con varie riviste di argomento letterario, e diversi racconti inseriti in varie antologia.
Ha collaborato con le riviste Diario e Donna. 
Ha pubblicato racconti anche su Nuovi Argomenti; il racconto I desideri di Rossella O'Hara è stato pubblicato nell'antologia Ragazze che dovreste conoscere (2004, Einaudi); Benvenuto nella casa delle bambole nell'antologia I giorni felici (2008, Mondadori); Il tuffo nell'antologia Drugs (2011, Guanda).
Nel 2017, con La più amata, raggiunge il secondo posto al Premio Strega, nell'edizione vinta da Paolo Cognetti. 
È anche autrice di sceneggiature cinematografiche. Vive a Roma.
Nel 2021, con Sembrava Bellezza, viene nominata al Premio Strega, senza raggiungere tuttavia la cinquina finale.
Nel 2024 cura il soggetto e la sceneggiatura di Inganno, miniserie italiana di Netflix.

## Opere

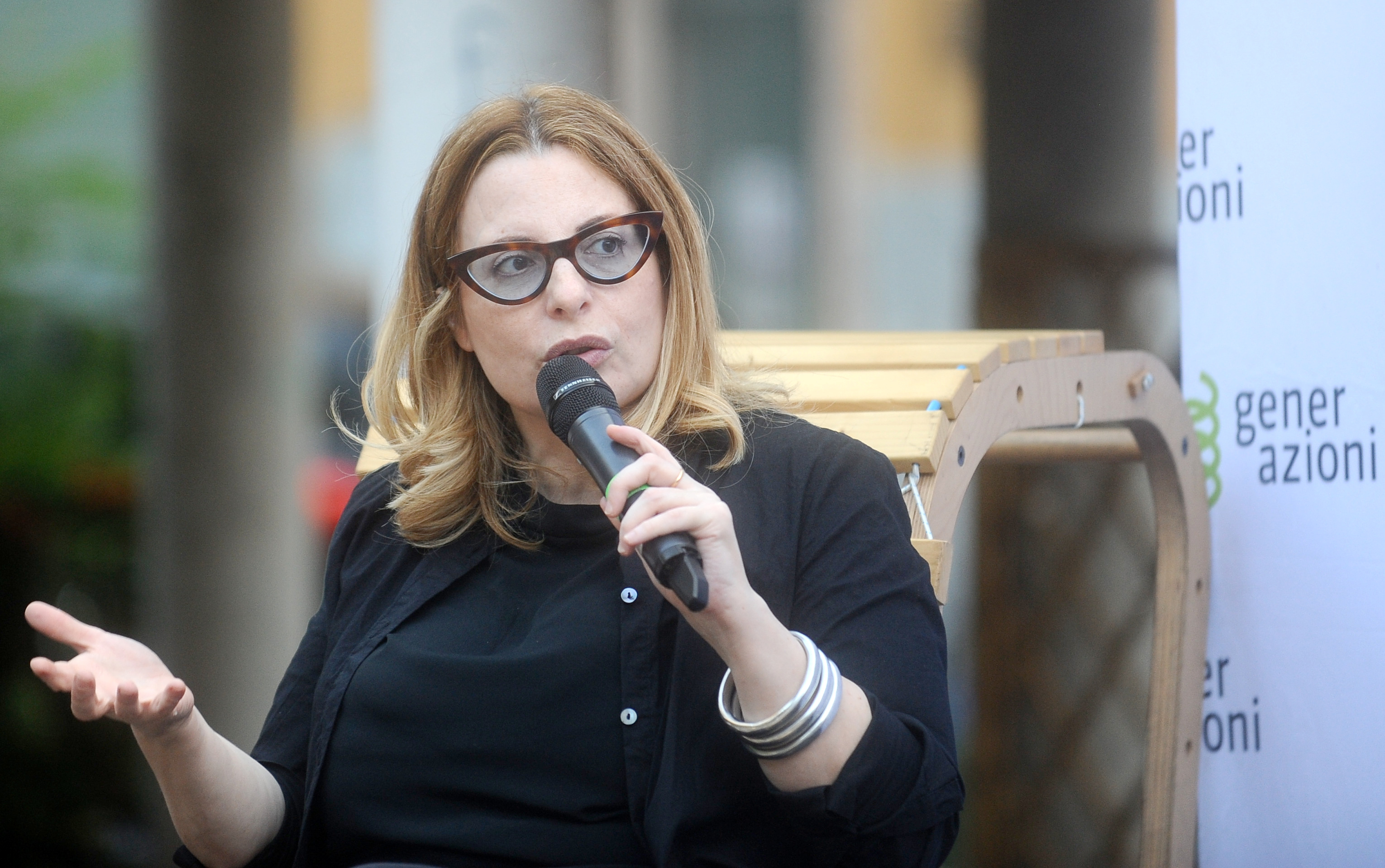
Teresa Ciabatti a Trento nel 2020

### Romanzi
- Adelmo, torna da me, Torino, Giulio Einaudi Editore, 2002, ISBN 88-06-15917-8.
- I giorni felici, Collana Strade Blu, Milano, Mondadori, 2008, ISBN 88-04-58332-0.
- Il mio paradiso è deserto, Milano, Rizzoli, 2013, ISBN 88-17-06434-3; ebook ISBN 978-88-586-4204-7.
- Tuttissanti, Biblioteca delle Silerchie, Milano, Il Saggiatore, 2013, ISBN 978-88-4281-956-1.
- La più amata, Milano, Mondadori, 2017, ISBN 88-04-66452-5 [Finalista al Premio Strega 2017[3]]
- Matrigna, Milano, Solferino, 2018, ISBN 978-88-2820-033-8.
- Sembrava bellezza, Milano, Mondadori, 2021, ISBN 9788804735243.
- Donnaregina, Milano, Mondadori, 2025, ISBN 9788804761433.

### Antologie
- AA.VV., Di cosa stiamo parlando?, a cura di Filippo La Porta, Enrico Damiani Editore, 2017.

### Racconti
- I desideri di Rossella O'Hara, in AA.VV. Ragazze che dovresti conoscere. The Sex Anthology, Torino, Einaudi, 2004, ISBN 88-06-17000-7.
- Benvenuto nella casa delle bambole, in Città in nero. Nove storie italiane, Parma, Guanda, 2006, ISBN 88-8246-939-5.
- Il tuffo, in Drugs, Parma, Guanda, 2011.

### Sceneggiature
- 2000 Questa casa non è un albergo serie televisiva
- 2004 Tre metri sopra il cielo regia Luca Lucini
- 2006 L'estate del mio primo bacio regia Carlo Virzì tratto dal romanzo di esordio "Adelmo, torna da me"
- 2007 Ho voglia di te regia Louis Prieto dall'omonimo romanzo di Federico Moccia
- 2008 Un gioco da ragazze regia Matteo Rovere
- 2009 Cosmonauta regia Susanna Nicchiarelli (vincitore Controcampo – Festival di Venezia)
- 2010 La donna della mia vita regia Luca Lucini
- 2017 La parrucchiera regia Stefano Incerti